# 챔피언 마빡이
"챔피언 마빡이"는 2007년에 개봉한 대한민국의 영화이며 '골목대장 마빡이'로 당시 이름이 알려진 정종철이 주연으로 등장한 데다 제작비를 가장 많이 투입했다.
그러나, 심형래의 <내일은 챔피언> 리메이크 버전이란 혹평을 받은 데다 개봉 영화관을 잡을 수 없었던 점 외에도 심형래 감독의 《디 워》와 개봉 시기가 맞물려 흥행에 실패했다. 

## 캐스팅
- 정종철 : 마빡이 역
- 박준형 : 박 관장 역
- 한결 : 이득만 역
- 오지헌 : 나민 역
- 양화연 : 유리 역
- 조수원 : 얼구 역
- 이수나 : 정 회장 역
- 주부진 : 마빡이 할머니 역
- 서남용 : 얼구아빠 역
- 서성금 : 얼구엄마 역
- 변기수 : 백 사장 역
- 조지훈 : 무타이 역
- 육진수 : 스즈키 역
- 김동욱 : 뚱뚱한 이득만 역
- 한재규 : 자이언트 강 역
- 곽진석 : 지는 경기 선수 역
- 이상희 : 칠칠할배 역
- 김현정 : 뚱녀 역
- 하유미 : 모범생 역
- 변승윤 : 최 실장 역
- 신신범 : 두부아저씨 역
- 변신호 : 쌀집아줌마 역
- 손종호 : 쌀집아저씨 역
- 한창우 : 세탁소아저씨 역
- 차우리 : 문방구아줌마 역
- 이주홍 : 중국집청년 역
- 이현은 : 동네아줌마 역
- 신동건 : 아역 마빡이 역
- 김효석 : T-1 사회자 역
- 박성호 : T-1 캐스터 역
- 박휘순 : T-1 해설자 역
- 서종필 : 심판 역
- 권영국 : 심판 역
- 이용복 : 심판 역
- 윤연규 : 마빡이 대역배우 역
- 김정 : 희망원 원장 역
- 서국현 : 교장선생님 역
- 강주희 : 담임선생님 역
- 이태훈 : 체육선생님 역
- 이종훈 : 건들건들 학생 역
- 김대범 : 건들건들 학생 역
- 권지훈 : 불량학생 역
- 민지인 : 불량학생 역
- 이상춘 : 백사장어깨들 역
- 서범열 : 백사장어깨들 역
- 김수빈 : 구두닦이 소년 역
- 노경민 : 구두닦이 소년 역
- 최종완 : 김구 역
- 김용백 : 일본괴한들 역
- 이철우 : 일본괴한들 역
- 전재형 : 일본괴한들 역
- 한성규 : 일본괴한들 역
- 이원준 : 일본괴한들 역
- 홍인목 : 쭈쭈바 물고 있는 아이 역
- 이정원 : 검은 뿔테쓴 아이 역
- 이은택 : 말라깽이 아이 역
- 배영락 : 백발 할아버지 역
- 손진원 : 사진사 역
- 안재읍 : 지는경기 코치 역
- 정준혁 : 지는경기 코치 역
- 박만기 : 박관장 코치 역
- 김진이 : 리포터 역
- 조원재 : 방송PD 역
- 라이언 비틀리 : 영어강사 1 역
- 김젬마 : 영어강사 2 역
- 최청자 : 고령의 할머니 역
- 이성진 : 섹시걸 역
- 장희진 : 섹시걸 역
- 주진아 : 섹시걸 역
- 허다정 : 오픈행사걸 역
- 유지은 : 오픈행사걸 역
- 장하나 : 오픈행사걸 역
- 가현주 : 라운드걸 역
- 서승희 : 라운드걸 역
- 김세용 : 파파라치 역
- 김현수 : 의사 역
- 안성재 : 정회장 경호원 역
- 정용군 : 무림사 주지스님 역
- 황효상 : 드림월드 연구원 역
- 권기주 : 이 부장 역
- 노남석 : 샵밥 역
- 김용백 : 열라퐁타이 역
- 전재형 : 보나스키 역
- 배두환 : 검은세단 남자 역
- 김민겸 : 마빡이 친구들 역
- 장어진 : 마빡이 친구들 역
- 한슬지 : 마빡이 친구들 역
- 한효진 : 동네회사원 역
- 강인아 : 상우엄마 역
- 강철성 : 상우아빠 역
- 박사무엘 : 상우 역